# Santiago Carrera
Pour les articles homonymes, voir Carrera.
Santiago Nicolás Carrera Sanguinetti est un footballeur uruguayen d'origine italienne né le 5 mars 1994. Il évolue au poste de défenseur central à River Plate.

## Palmarès

### En équipe nationale
- Équipe d'Uruguay des moins de 17 ans
  - Deuxième du Championnat des moins de 17 ans de la CONMEBOL en 2011
    - Finaliste de la Coupe du monde des moins de 17 ans en 2011